# Giacomo Delitala
Giacomo Delitala (pron. Delitàla) (Sassari, 3 aprile 1902 – Milano, 7 novembre 1972) è stato un giurista e avvocato italiano.

## Biografia
Allievo di Vincenzo Manzini, è stato avvocato e professore universitario dal 1931. Ha insegnato Diritto e procedura penale presso l'Università degli studi di Camerino e poi Diritto penale, prima all'Università Cattolica e poi all'Università Statale di Milano.
Fu maestro, tra gli altri, di Alberto Crespi, Giuliano Vassalli, Ettore Gallo, Cesare Pedrazzi, Giorgio Marinucci, Domenico Pulitanò ed è considerato il fondatore della cosiddetta Scuola milanese.